# Nowinka (Miejskie Nowiny)
Nowinka – kolonia kolonii Miejskie Nowiny w Polsce, położona w województwie podlaskim, w powiecie sokólskim, w gminie Sokółka.
W latach 1975–1998 Nowinka administracyjnie należała do województwa białostockiego.